# Joan Brull
Joan Brull i Vinyoles −  hiszpański malarz symbolista pochodzący z Katalonii, tworzący pod koniec XIX wieku.
Studiował na akademii sztuk pięknych Escuela Llotja gdzie jego nauczycielem był malarz realista Simón Gómez. Pod wpływem Gómeza malował w stylu realistycznym (La tonsura del rey Wamba, 1884). W 1885 r. wyjechał do Paryża gdzie pracował w warsztacie symbolisty Raphaëla Collina. Po pięcioletnim pobycie we Francji porzucił realizm na rzecz symbolizmu, stając się jednym z najwyrazistszych przedstawicieli tego nurtu w Katalonii.
Po powrocie do Katalonii zaangażował się w życie kulturalne regionu. Pracował jako krytyk dla czasopisma Joventut. Należał do kręgów artystycznych takich jak Els Quatre Gats czy Real Círculo Artístico de Barcelona. Przyjaźnił się z artystami Ramon Casas i Santiago Rusiñol. W 1896 zdobył I medal na Międzynarodowej Wystawie Sztuki w Barcelonie za dzieło Ensomni. Na jego obrazach często pojawiały się mitologiczne postaci, zwłaszcza kobiety. Jest również znany dzięki znacznej liczbie portretów przedstawiających dzieci i żebraków Barcelony końca XIX wieku.

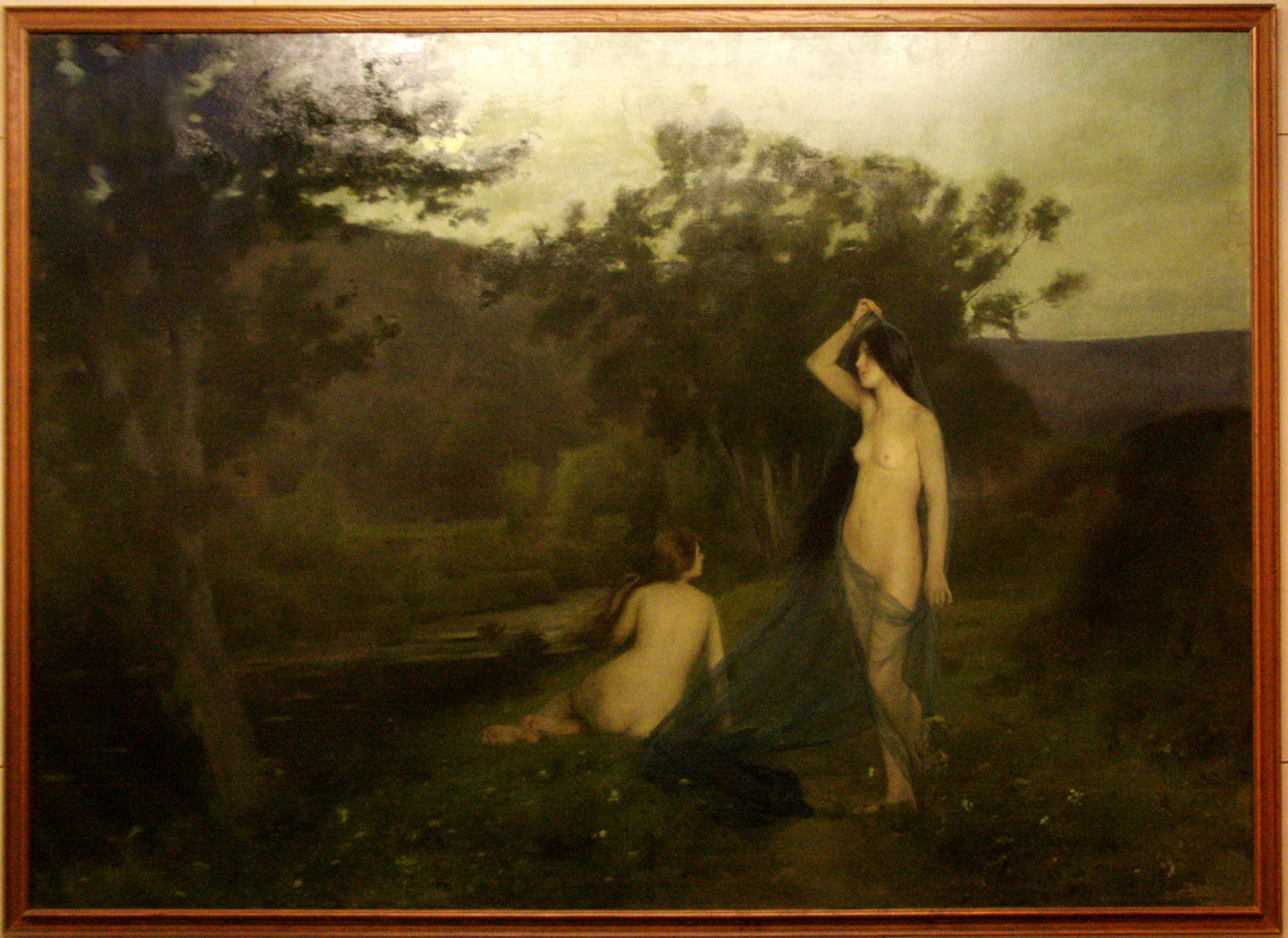
Les Ninfes de l'Ocas, 1899

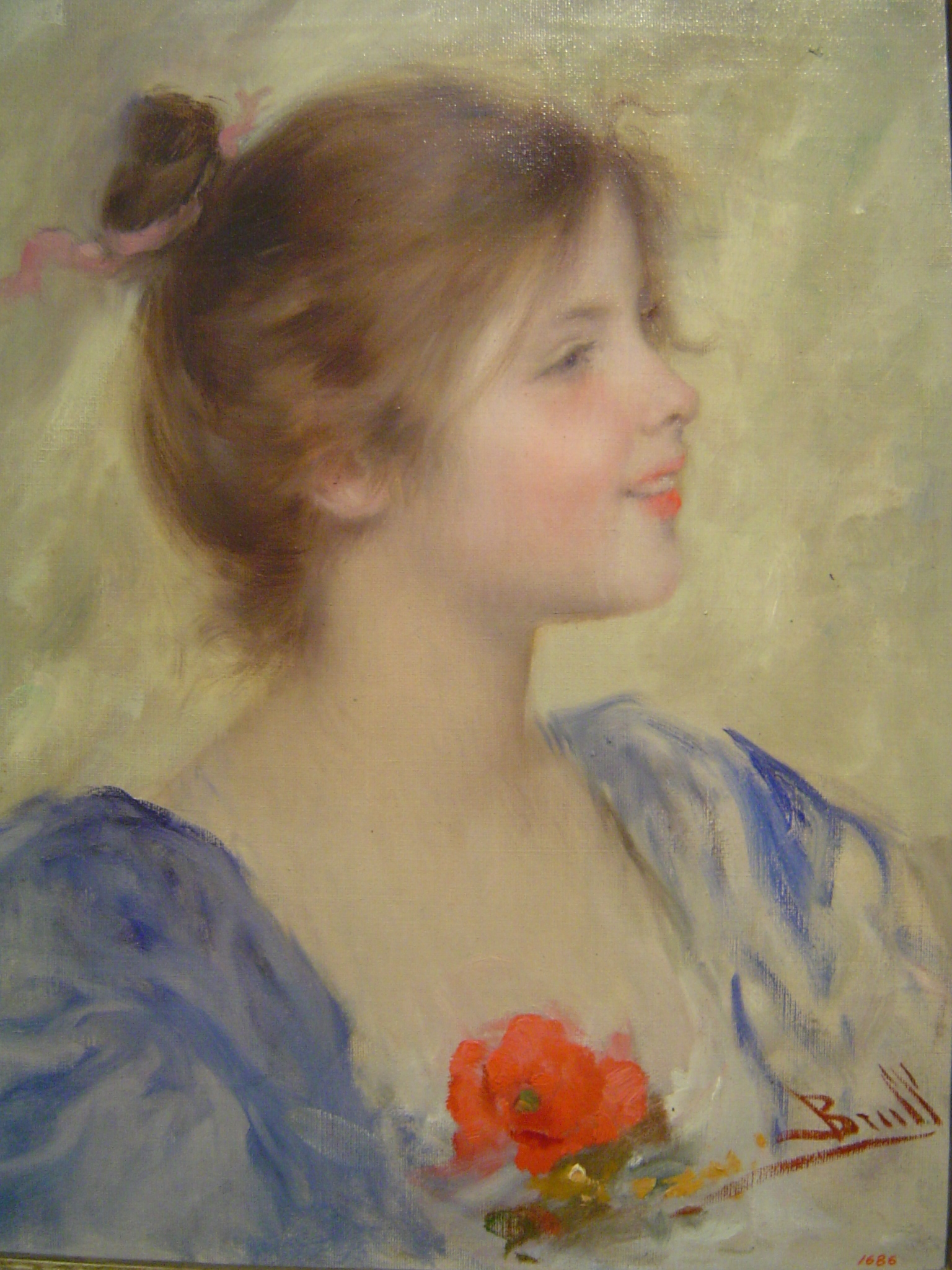
Bust de Nena, 1912